# Paranapanema (São Paulo)
Paranapanema – miasto i gmina w Brazylii, w stanie São Paulo. Znajduje się w mezoregionie Bauru i mikroregionie Avaré.